# Cá chạch suối đuôi gai
Cá chạch suối đuôi gai (danh pháp khoa học: Barbucca diabolica) là một loài cá chạch nhỏ thuộc chi Barbucca, trước đây xếp trong họ Balitoridae, nhưng từ năm 2012 đã được tách ra thành một họ mới là Barbuccidae.

## Từ nguyên
Barbucca từ tiếng Latinh là barba,-ae: có nghĩa là râu, từ Latinh bucca là miệng. Tên gọi diabolica là để chỉ đặc trưng đôi mắt đỏ rực và đuôi nhọn của loài này.

## Phân bố
Có thể tìm thấy nó trong các con suối nhỏ trong rừng cũng như tại các vùng nước tù đọng, nơi nó ăn tảo, mảnh vụn và các động vật không xương sống nhỏ ở tầng đáy. Nó có thể dài tới 2,3 cm (0,91 inch).
Loài này được biết đến là có tại Borneo (từ Sarawak tới lưu vực sông Mahakam), Sumatra (sông Batang Hari và rất có thể là các lưu vực sông khác, như sông Musi), bán đảo Mã Lai về phía bắc tới Sungaikolok (Thái Lan), đông nam Thái Lan (vườn quốc gia Khao Wong tại Khao Chamao, tỉnh Rayong; khu bảo tồn sự sống hoang dã Khao Soi Dao trong tỉnh Chanthaburi), Campuchia (lưu vực phía tây Tonlé Sap) và có thể có ở Việt Nam (đảo Phú Quốc).